# Militärakademie „Friedrich Engels“, Sektion Technik, Bewaffnung und Rückwärtige Dienste
Die Sektion Technik, Bewaffnung und Rückwärtige Dienste (V. Sektion) der Militärakademie „Friedrich Engels“ in Dresden wurde 1986 gebildet.

## Geschichte
Die Sektion hatte ihren Ursprung in der 1958 geschaffenen Fakultät „Panzer-Ingenieur-Dienst“ der im Oktober 1956 gebildeten Hochschule für Offiziere der NVA, der späteren Militärakademie „Friedrich Engels“. Erster Fakultätschef, später Sektionschef, war der Oberstleutnant Raulien.

## Auftrag
Der Auftrag der Sektion bestand darin, Offiziere Panzerdienst / Kraftfahrzeugdienst zu Diplom-Ingenieuren auszubilden und für die spätere Verwendung als „Stellvertreter des Kommandeurs für Technische Ausrüstung“ (StKTA) in der Führungsebene Truppenteil zu qualifizieren. Die Sektion begann ihre Arbeit mit
- drei Lehrstühlen Panzerdienst,
- einem Lehrstuhl Kfz-Dienst,
- einem Lehrstuhl Raketen- und Waffentechnischen Dienst und
- dem Lehrstuhl Mathematische und naturwissenschaftliche Ausbildung.

Mit der Umbildung der Fakultäten zu Sektionen wurden 1970 die technischen Lehrstühle der Sektion „Landstreitkräfte“ zugeordnet und in ein „Institut Rückwärtige Dienste“ integriert. 1978, mit der Unterstellung der Technischen Dienste im Ministerium für Nationale Verteidigung (MfNV) unter einen Stellvertreter des Ministers und Chef Rückwärtige Dienste, erfolgte schließlich aus diesem Institut die Gründung einer Sektion „Rückwärtige Dienste“. Sie hatte Bestand bis 1986.
Die erneute Umbildung der Sektion hatte wiederum ihre Ursache in einem Unterstellungsverhältnis der Technischen Dienste im MfNV. Erst als 1986 die Verwaltungen der Technischen Dienste im Ministerium einem kompetenten Stellvertreter des Ministers und Chef Technik und Bewaffnung unterstellt wurden, gab es schließlich eine Sektion „Technik und Bewaffnung und Rückwärtige Dienste“ an der Militärakademie. In nunmehr drei technische Lehrstühle war auch der Raketen-Waffentechnische Dienst mit eingeschlossen. Mit dieser Unterstellung wurde in der NVA die Funktion „Stellvertreter des Kommandeurs für Technik und Bewaffnung“ (StKTB) geschaffen und am 1. September 1986 mit der Ausbildung in einem neuen Ausbildungsprofil „Stellvertreter des Kommandeurs für Technik und Bewaffnung“' nach einem Vier-Jahres-Programm begonnen. Der Entwicklung der Technik und Bewaffnung und der technischen Dienste der NVA entsprechend, wurden die technischen Lehrstühle der Sektion neu strukturiert, das Ausbildungsprogramm neu erstellt, um damit die Ausbildung von Offizieren des Raketen- und Waffentechnischen Dienstes, des Panzerdienstes und des Kfz-Dienstes zum ersten akademischen Grad – Diplomingenieur (Dipl.-Ing.), die als „Stellvertreter des Kommandeurs für Technik und Bewaffnung“ von Truppenteilen eingesetzt werden konnten, zu gewährleisten.
Der Lehrstuhl „Rückwärtige Dienste“ verblieb in der Sektion und bildete Offiziere der Rückwärtigen Dienste aus.

## Struktur

### Führung
- Kommandeur der Sektion – Generalmajor Harry Kleffel, ab 1989 Generalmajor Dieter Grapentin
- Stellvertreter des Kommandeurs für Ausbildung – Oberst Klaus Hoppe
- Oberoffizier Lehre – Oberstleutnant  Reinhard Kaiser
- Stellvertreter des Kommandeurs für Forschung – Oberst  Hans Parche
- Offizier für Allgemeine Aufgaben – Oberstleutnant Günter Uhlig
- Leiter der Führungsstelle – Oberstleutnant Lutz Ehrlich
- Lehrgangsleiter – Oberst  Herbert Hoffmann

### Lehrstühle

#### Lehrstuhl Technische Sicherstellung
Leiter: Oberst Karl-Rudolf Franke, ab 1988 Oberst Klaus Kürbis
Personalbestand
- 1 Fachgruppenleiter
- 4 Hauptfachlehrer
- 3 Fachlehrer
- 1 Dozent (Zivil)
- 1 Technischer Mitarbeiter
- 4 technische Mitarbeiter

Lehrfächer
- Technische Sicherstellung der Truppenteile
- Technische Sicherstellung des Verbandes und der operativen Vereinigung
- Führung der Technischen Dienste
- Gefechtsausbildung der Technischen Dienste

#### Lehrstuhl Nutzung und Instandsetzung der Technik und Bewaffnung
Leiter: Oberst Wolfram Hinze, ab 1988 Oberst Wolfgang Allwelt
Personalbestand
- 1 Fachgruppenleiter
- 2 Hauptfachlehrer
- 1 Fachlehrer
- 3 Dozenten (Zivil)
- 1 Wissenschaftlicher Mitarbeiter (Zivil)
- 3 Technische Mitarbeiter

Lehrfächer
- Nutzung der Kampftechnik, Bewaffnung und Ausrüstung
- Nutzung der Nachrichtenmittel
- Instandsetzung der Kampftechnik, Bewaffnung und Ausrüstung
- Sicherstellung mit technischem Gerät und finanzielle Sicherstellung

#### Lehrstuhl Technik und Bewaffnung
Leiter: Oberst Alfred Rippa, ab 1990 Oberst Siegfried Bengsd
Personalbestand
- 2 Fachgruppenleiter
- 3 Hauptfachlehrer
- 1 Fachlehrer
- 2 Dozenten (Zivil)
- 1 Wissenschaftlichen Mitarbeiter (Zivil)
- 11 technische Mitarbeiter

Lehrfächer
- Technische Mechanik
- Maschinenelemente
- Thermo- und Hydrodynamik
- Metrologie
- Elektrotechnik/Elektronik
- Automatisierungstechnik
- Theorie und konstruktiver Aufbau der Panzer- und Kraftfahrzeugtechnik
- Verbrennungskraftmaschinen
- Raketen, Bewaffnung und Munition
- Elektro- und Spezialausrüstung
- Kontroll-, Prüf-. Strat- und Feuerleiteinrichtungen

#### Lehrstuhl Rückwärtige Dienste
Leiter: Oberst Dieter Picard

## Lehrstühle der Technischen Dienste

### 1959–1964
Fakultät „Panzer-Ingenieur-Dienst“ – Leiter: Oberstleutnant Heinz Raulien
Lehrstühle
- „Panzeringenieurdienst“ – Leiter: Major Siegfried Bodler
- „Materielle Teile der Panzer, SFL, SPW, Zugmittel und Kfz“ – Leiter: Hauptmann Bruno Pol
- „Motorenkunde und Elektroausrüstung“ – Leiter: Hauptmann  Günter Oppermann
- „Instandsetzung von Panzern und Kfz“ – Leiter: Hauptmann Helmut Vodermayer
- „Mathematische und naturwissenschaftliche Ausbildung“ – Leiter:  Siegfried Fuchs
- „Bewaffnung und Munition“ – Leiter: Hauptmann  Alfred Rippa

### 1964–1970
Fakultät „Panzer- und Kfz-technische Ausbildung“ – Leiter: Oberst Heinz Raulien,
Lehrstühle
- „Panzer- und Kfz-technischer Dienst und Panzer- und Kfz-technische  Sicherstellung“ – Leiter: Oberstleutnant Helmut Vodermayer, ab 1965 Oberstleutnant  Karl-Rudolf Franke
- „Panzer- und Kfz-Technik / Ingenieurtechnische Grundlagen“ – Leiter: Oberstleutnant  Siegfried Bodler

### 1970–1978
Sektion Landstreitkräfte – „Institut für Rückwärtige Dienste, Panzer- und Kraftfahrzeugtechnischer Dienst“ – Leiter: Oberst Hans Kriebel
Lehrstühle
- „Führung der Panzer- und Kfz-technischen Dienste und Technologie der Instandhaltung“ – Leiter: Oberst Karl-Rudolf Franke
- „Panzer- und Kfz-Technik / Ingenieurtechnische Grundlagen“ – Leiter: Oberstleutnant  Günter Oppermann
- „Raketen und Waffentechnischer Dienst“ – Leiter: Oberst  Alfred Rippa

### 1978–1986
- Sektion „Rückwärtige Dienste“ – Leiter: Generalmajor Harry Kleffel,

Lehrstühle
- „Panzer- und Kfz-technische Sicherstellung“ – Leiter: Oberst Karl-Rudolf Franke
- „Raketen und Waffentechnischer Dienst“ – Leiter: Oberst  Alfred Rippa
- „Panzer- und Kfz-Technik / Ingenieurtechnische Grundlagen“ Leiter: Oberst Wolfram Hinze

### 1986–1990
- Sektion „Technik und Bewaffnung und Rückwärtige Dienste“ – Leiter: Generalmajor Harry Kleffel, ab 1989 Generalmajor Dieter Grapentin

Lehrstühle
- „Technische Sicherstellung“ – Leiter: Oberst Karl-Rudolf Franke, ab 1988 Oberst Klaus Kürbis
- „Technik  und Bewaffnung“- Leiter: Oberst Alfred Rippa, ab 1990 Oberst Siegfried Bengs
- „Nutzung und Instandsetzung der Technik und Bewaffnung“ – Leiter: Oberst Wolfram Hinze, ab 1988 Oberst Wolfgang Allwelt

## Ausbildung der Offiziere der Technischen Dienste
Voraussetzung für die Aufnahme eines Studiums im Profil „Stellvertreter des Kommandeurs für Technische Ausrüstung“ (StKTA), später „Stellvertreter des Kommandeurs für Technik und Bewaffnung“ (StKTB), war ein mehrjähriger Dienst in der Truppe in der Führungsebene Bataillon oder Gleichgestellte und ab 1965 ein Abschluss als Fachschulingenieur. Die Offiziere der technischen Dienste schlossen das fünfjährige, ab 1965 vierjährige Studium, mit dem akademischen Grad „Diplomingenieur“ (Dipl.-Ing.) ab.

### Etappen der Ausbildung
Von 1959 bis 1965 wurden in einer fünfjährigen Ausbildung Offiziere des Panzerdienstes und des Kraftfahrzeugdienstes als „Stellvertreter des Kommandeurs für Technische Ausrüstung“ (StKTA) ausgebildet. Die Ausbildung zu mathematisch-naturwissenschaftlichen und ingenieurtechnischen Grundlagen wurde durch die Technische Hochschule Dresden, später Technische Universität, gewährleistet. Diese Ausbildung haben 52 Offiziere abgeschlossen.
Ab 1965 gestattete das gewachsene Leistungsvermögen des Lehrkörpers der Fakultät die Übernahme der gesamten Ausbildung, d. h. auch der bisher durch die Technische Universität Dresden bis zum Vordiplom gewährleisteten Ausbildung. Grundlage bildete ein 4-Jahresprogramm, nach dem ab 1965 bis 1971 fünf Studienjahrgänge die Ausbildung begannen und deren letzter 1975 endete. Insgesamt absolvierten nach diesem Programm 85 Offiziere die Ausbildung als Dipl.-Ing. der Panzer- und Kfz-Dienste.
Diese Ausbildung lief 1974 aus und ab diesem Zeitpunkt wurden Offiziere des Kraftfahrzeugdienstes als StKTA sowie für die Arbeit des Kraftfahrzeugdienstes in Stäben für alle Teilstreitkräfte der NVA und für andere bewaffneten Organe der DDR zu Diplomingenieuren ausgebildet. Diese Ausbildung absolvierten 146 Offiziere.
Außer der Ausbildung von Offizieren zum Dipl.-Ing. wurden in postgradualen Qualifizierungslehrgängen Offiziere der technischen Dienste weitergebildet.
Über 400 Offiziere haben an diesen Lehrgängen teilgenommen.
In Zusammenarbeit mit verschiedenen Institutionen, insbesondere dem Forschungsinstitut für Verkehrssicherheit an der Hochschule für Verkehrswesen in Dresden, dem Kraftfahrzeug-technischen Amt der DDR und der Deutschen Volkspolizei wurden in Lehrgängen Kraftfahrzeug-Hilfssachverständige' und Kraftfahrzeug-Sachverständige' ausgebildet.
Ab 1986 wurden in einer vierjährigen Ausbildung Offiziere des Panzerdienstes, des Kraftfahrzeugdienstes und des Raketen- und Waffentechnischen Dienstes aller Teilstreitkräfte der NVA und Offiziere anderer bewaffneten Organe sowie Offiziere der Polnischen Armee für ihren Einsatz als „Stellvertreter des Kommandeurs für Technik und Bewaffnung“ (StKTB) eines Truppenteiles bzw. als Offiziere der Technischen Dienste in Stäben ausgebildet.
In diese Ausbildung waren neben den Lehrstühlen der Technischen Dienste Lehrstühle anderer Sektionen der Militärakademie und zentrale Lehrstühle eingebunden.
Das betraf die Ausbildung durch zentrale Lehrstühle in den Lehrfächern:
- Mathematik
- Informationsverarbeitung
- Physik
- Militärchemie
- Fremdsprachenausbildung (russisch)
- Allgemeinmilitärische Ausbildung
- Physische Ausbildung

Durch die Sektion „Gesellschaftswissenschaften“ wurden u. a. die Lehrfächer : Marxistisch-Leninistische Philosophie, Politische Ökonomie und Militärökonomie und Militärpädagogik und -psychologie gelehrt.
Durch andere Sektionen und zentrale Lehrstühle der Militärakademie wurden eine Vielzahl von Lehrfächern der militärischen Ausbildung von der Taktik der Landstreitkräfte, über die Taktik der Waffengattungen, Spezialtruppen und Dienste bis hin zum territorialen Bereich der Landesverteidigung gelehrt.
Als Ausbildungsformen bzw. -methoden kamen u. a. zur Anwendung: Vorlesungen, Seminare, Laborarbeiten, Übungen, praktische Ausbildung an der Technik und Bewaffnung, Übungen mit Einheiten der Technischen Dienste im Gelände, Stabsübungen und Kommando-Stabsübungen im Gelände. Die Offiziershörer absolvierten ein dreimonatliches Praktikum in der Truppe.
In Halbjahres- und Jahresprojekten mussten schriftliche Arbeiten zu vorgegebener Thematik, meist in Forschungsarbeiten der Lehrstühle eingebunden, verfasst werden. Die Ausbildung wurde mit Prüfungen zu Hauptfächern und mit der Verteidigung der Diplomarbeit abgeschlossen.
Die in den Jahren 1989 und 1990 gemeinsam mit der Prüforganisation DEKRA organisierte Ausbildung und Qualifizierung von Offizieren zu Kraftfahrzeug-Sachverständigen bildete nach 1990 für eine Reihe von Absolventen eine Grundlage hinsichtlich ihres Einsatzes in der Wirtschaft.

## Forschung

### Militärtechnische Fakultät
Der Militärtechnischen Fakultät der Militärakademie oblag die Planung und Koordinierung der wissenschaftlichen Arbeit der technischen Lehrstühle und die Wahrnehmung des Promotionsrechtes für die Promotion „A“ zum Doktoringenieur (Dr.-Ing.) und die Promotion „B“ zum Doktor der technischen Wissenschaften (Dr. sc. techn.). Sie wurde 1970, nachdem die Fakultäten der Militärakademie zu Sektionen umgebildet wurden, neu gegründet. Als erster Dekan wurde Oberstleutnant Hans Parche berufen. Er stand der Fakultät bis 1990 vor. 1990 wurde Oberst Klaus Kürbis zum Dekan der Militärtechnischen Fakultät gewählt.

### Forschungsbereiche
Der militärischen und technischen Komponente der Ausbildung gemäß, konzentrierte sich die Forschung auf zwei Hauptrichtungen – den militärisch-technischen und den technischen Bereich.

#### Militärisch-technischer Bereich
Die Forschungstätigkeit im militärisch-technischen Bereich konzentrierte sich auf die Teilprozesse der Technischen Sicherstellung. Ein erster betraf die Untersuchung der Führungsprozesse des Stellvertreters des Kommandeurs für Technische Ausrüstung (StKTA). Arbeiten von Franke, Scholz, Allwelt und später von Knauthe, Stephan u. a. verfolgten diese Richtung. Ihre Ergebnisse widerspiegelten sich in Handlungsanleitungen für die Führungsorgane der Technischen Dienste in vertraulichen und auch geheimen Dienstvorschriften, Anleitungen und Handbüchern für die verschiedenen Führungsebenen. In einer zweiten Richtung erfolgten Untersuchungen zur Nutzung und Instandsetzung der Panzer und Kfz-Technik unter Garnisonsbedingungen. Diese Forschungsrichtungen verfolgten sowohl die Perspektivplanung, als auch die rationelle Kfz-Einsatzplanung. In Zusammenarbeit mit der Hochschule für Verkehrswesen zu wissenschafts-methodischen Fragen entstanden für die Truppe anwendungsbereite Ergebnisse. Mit der Einführung der Rechentechnik tat sich ein weiteres Feld für die Forschung auf. Die Nutzung der Bürocomputer und der Beweglichen Rechenstelle 81 durch die technischen Dienste der Truppe wurde in die Forschungsarbeit von Allwelt, Knauthe, Kürbis und Stephan einbezogen und die Einführung der Ergebnisse in die Truppe federführend begleitet. Im Mittelpunkt weiterer Untersuchungen stand jetzt die Simulation von Prozessen der technischen Sicherstellung. Diese Arbeiten wurden von Kürbis, Ullmann und Knauthe und einer Reihe von Offiziershörern erfolgreich zu einem bemerkenswerten Stand geführt. Insbesondere fand der Stand der Simulation des Prozesses der Wiederherstellung der Einsatzbereitschaft auf dem Gefechtsfeld ausgefallener Technik hohe Anerkennung.

#### Technischer Bereich
Mit der Einrichtung von Kabinetten und Laboren, dem Aufbau eines Motorenprüfstandes und dessen weiteren Vervollkommnung in den Folgejahren sowie dem Bau eines Gebäudes für die Militärtechnische Fakultät (des I-Gebäudes 1962) mit den darin untergebrachten Prüfständen waren Voraussetzungen für eine qualifizierte technische Ausbildung der Offiziershörer und für die Forschungsarbeit im technischen Bereich geschaffen worden.
Eine wesentliche Richtung der durch Oppermann und Andere betriebenen Forschung war die Diagnostik von Verbrennungsmotoren unter Einbeziehung der Analog-Digital-Messtechnik und der EDV sowie die Analyse und Simulation von Indikatordiagrammen von Verbrennungsmotoren. In enger Zusammenarbeit mit dem VEB IFA Motorenwerke Nordhausen wurden Untersuchung der Gemischbildungsprozesse in Dieselmotoren mit dem Ziel, ihre Vielstoffeignung zu verbessern durchgeführt und die Ergebnisse in der Praxis umgesetzt. In diese Forschungsarbeit waren Untersuchungen durch Müsch, Bengs, Wagner und Andere zur wirtschaftlichen Energieumsetzung und zur Zuverlässigkeit von Verbrennungsmotoren sowie zu elektronischen Zündsystemen und Zündgemischverfahren eingebunden. Parallel dazu wurde intensiv an der Schaffung eines EDV-gestützten Zuverlässigkeitsprogramms gearbeitet, das später in vielen Zweigen der Volkswirtschaft der DDR erfolgreich zur Anwendung kam. Von Bedeutung war auch das vorrangig durch Runge und Brameyer in Zusammenarbeit mit dem Kraftverkehrskombinat / Entwicklungsstelle Dresden bearbeitete Forschungsthema Rechnergestützte Diagnose von Kfz und Kfz-Komponenten.

### Zusammenarbeit
Durch die Lehrstühle der Technischen Dienste wurden planmäßige und außerplanmäßige Aspiranturen von Offizieren des Lehrkörpers der Militärakademie, der Offiziershochschulen und der Truppe sowie ausländischer Streitkräfte betreut.
Eine enge Zusammenarbeit bestand zwischen der Militärakademie und den technischen Hochschulen Dresdens. Das betraf sowohl die Hochschule für Verkehrswesen „Friedrich List“ als auch die Technische Universität. Regelmäßig nahmen Wissenschaftler dieser Hochschulen an wissenschaftlichen Veranstaltungen der technischen Lehrstühle teil bzw. Lehroffiziere und zivile Lehrkräfte der Militärakademie beteiligten sich aktiv am wissenschaftlichen Leben der Hochschulen. Sehr intensiv wurde die gegenseitige Begutachtung und Beratung von erzielten Forschungsergebnissen und die Mitarbeit in Promotionskommissionen praktiziert.
Eine außerordentlich erfolgreiche Forschungsarbeit, vorrangig für die Volkswirtschaft der DDR, speziell für das Motorenwerk Nordhausen, wurde im Bereich „Verbrennungsmotoren“ zur wirtschaftlichen Energieumsetzung geleistet. Mit den Militärakademien der Streitkräfte des Warschauer Pakts fand ein kontinuierlicher Erfahrungsaustausch zur Ausbildung und Forschung statt. In Kolloquien, Konferenzen und anderen wissenschaftlichen Veranstaltungen wurden die Forschungsergebnisse vorgestellt und beraten.
Die Forschungsergebnisse der technischen Lehrstühle wurden in Lehrbüchern, militärischen Fachzeitschriften und in Materialien der Militärakademie mit verschiedenem Geheimhaltungsgrad publiziert.

### Berufene Hochschullehrer
Berufungen zum Professor
- Oberst Günter Oppermann (1975)
- Oberst Karl-Rudolf Franke (1980)
- Oberst Alfred Rippa (1981)
- Oberst Wolfgang Allwelt (1982)
- Adolf Müsch (1988)
- Oberst Werner Scholz (1988)
- Oberst Manfred Seewald (1988)
- Oberst Klaus Kürbis (1989)

Berufungen zum Dozenten (Zum Professor berufene Dozenten werden nicht noch einmal aufgeführt.)
- Oberst Heinz Raulien (1964)
- Oberst Siegfried Bodler (1965)
- Oberstleutnant Bruno Pol(1973)
- Hauptmann Günter Beutler (1978)
- Oberst Bernd Stephan (1988)
- Oberst Konrad Knauthe (1989)
- Günter Ullmann (1989)